# Mean Machine (U.D.O.)
| Recensione             | Giudizio |
| ---------------------- | -------- |
| AllMusic               |          |
| Encyclopaedia Metallum | 78/100   |

Mean Machine è il secondo album della band heavy metal tedesca U.D.O..
Il disco, pubblicato nel 1988, è stato nuovamente registrato nei Dierk Studios e prodotto da Marc Dodson.
A dispetto del primo album, sono cambiati tre membri della formazione originale, lasciando quindi il frontman Udo Dirkschneider e il chitarrista Mathias Dieth.

## Tracce
1. Don't Look Back
2. Break The Rules
3. We're History
4. Painted Love
5. Mean Machine
6. Dirty Boys
7. Streets On Fire
8. Lost Passion
9. Sweet Little Child
10. Catch My Fall
11. Still in Love With You

## Formazione
- Udo Dirkschneider: voce
- Mathias Dieth: chitarra
- Andy Susemihl: chitarra
- Thomas Smuszynski: basso
- Stefan Schwarzmann: batteria